# 小足媛
小足媛（おたらしひめ、生没年不詳）は、阿倍倉梯麻呂（内麻呂）の娘。
孝徳天皇の妃となり、有間皇子を生む。姉妹には、天智天皇の妃となった橘娘がいる。
またの名を男足媛とも伝えられている。日本書紀皇極天皇三年（644年）3月の項に、軽皇子が朝参しなかった時、その宮に侍泊した中臣鎌子に寵妃阿倍氏をつかわして世話をさせたとあり、寵妃阿倍氏は小足媛と考えられている。

## 系譜
- 父：阿倍倉梯麻呂（内麻呂）
- 姉妹：橘娘
- 夫：孝徳天皇
- 子女：有間皇子